# Ti ar Vro
Ti ar Vro (« maison de pays » en breton) désigne les ententes (emglev) qui fédèrent diverses associations et partenaires autour de la langue bretonne et de la culture bretonne en Bretagne. Dans chaque pays de Bretagne, ces structures œuvrent pour la promotion du patrimoine culturel immatériel.

## Historique
Cette appellation est donnée pour la première fois en avril 1996 pour « Ti ar Vro Kemper » à Quimper. Depuis, un peu partout en Bretagne se sont développés des pôles associatifs dans des espaces communs de types centre culturel ou maison des associations. Parmi les plus anciennes fédérations figurent Skeudenn Bro Roazhon (1976) qui compte 4 000 adhérents d'une cinquantaine d'associations du pays de Rennes (en 2008) et Sked qui rassemble également 50 associations du pays de Brest depuis fin 1991.
En 2000, Guy Jaouen, également président de la FALSAB, fonde dans sa commune de Lesneven un centre Ti Ar Vro Bro Leon (pays de Leon). Il initie des séjours linguistiques (Bevañ e Brezhoneg), copiés sur le modèle irlandais d'Ógras. Hervé Lossec prend le relais, en organisant diverses activités, contribuant à « sauver le patrimoine linguistique ». Ti ar Vro Montroulez (KLT, Kerne-Leon-Treger) s'étend sur 60 communes du Léon et du Trégor. Dans le Finistère, les ententes bénéficient du soutien public significatif du conseil départemental, en faveur du développement du breton. 
Emglev Bro Gwened, l'entente des associations du pays de Vannes, voit le jour en 2008. Le centre culturel breton de Guingamp, fondé en 1969, devient Ti ar Vro en janvier 2018.
Avec la création du nouveau Conseil culturel de Bretagne en 2009, une association indépendante voit le jour, Kevre Breizh, regroupant les associations culturelles des cinq départements bretons afin d'assumer une responsabilité générale d'échange, de réflexion, d'action et de représentation du mouvement. 
De nouvelles associations voient le jour dans les années 2020 pour promouvoir le breton dans des territoires jusqu'alors dépourvus de centres de ce type : Ti ar Vro Bro Pondi en 2021, Ti brezhoneg ar Vro Vigoudenn en 2022, Brezhoneg e Bro Rouzig en 2023, un Ti ar Vro (le 20e) à Dinan en 2024 .

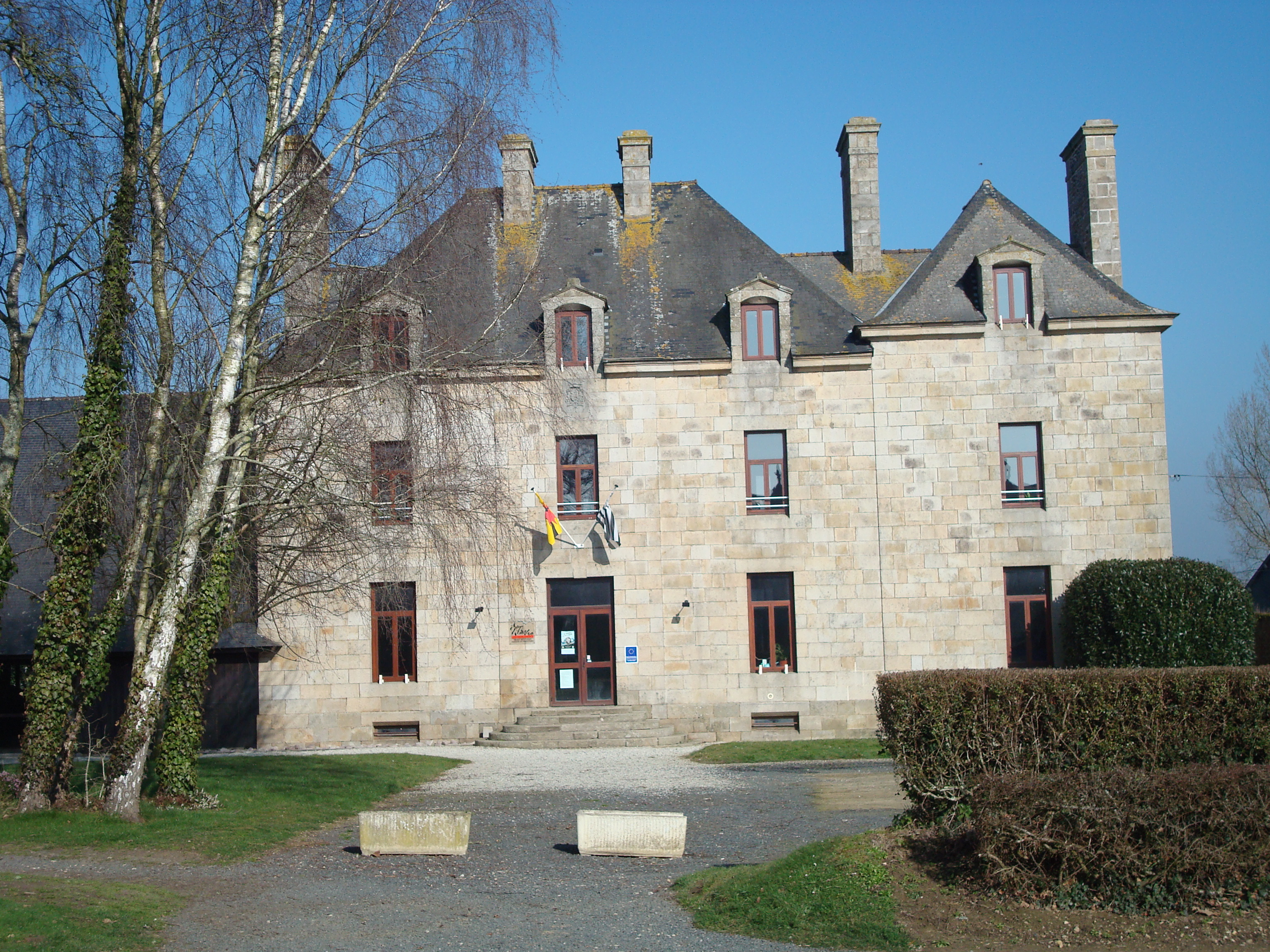
Ti ar Vro Treger ha Goueloù
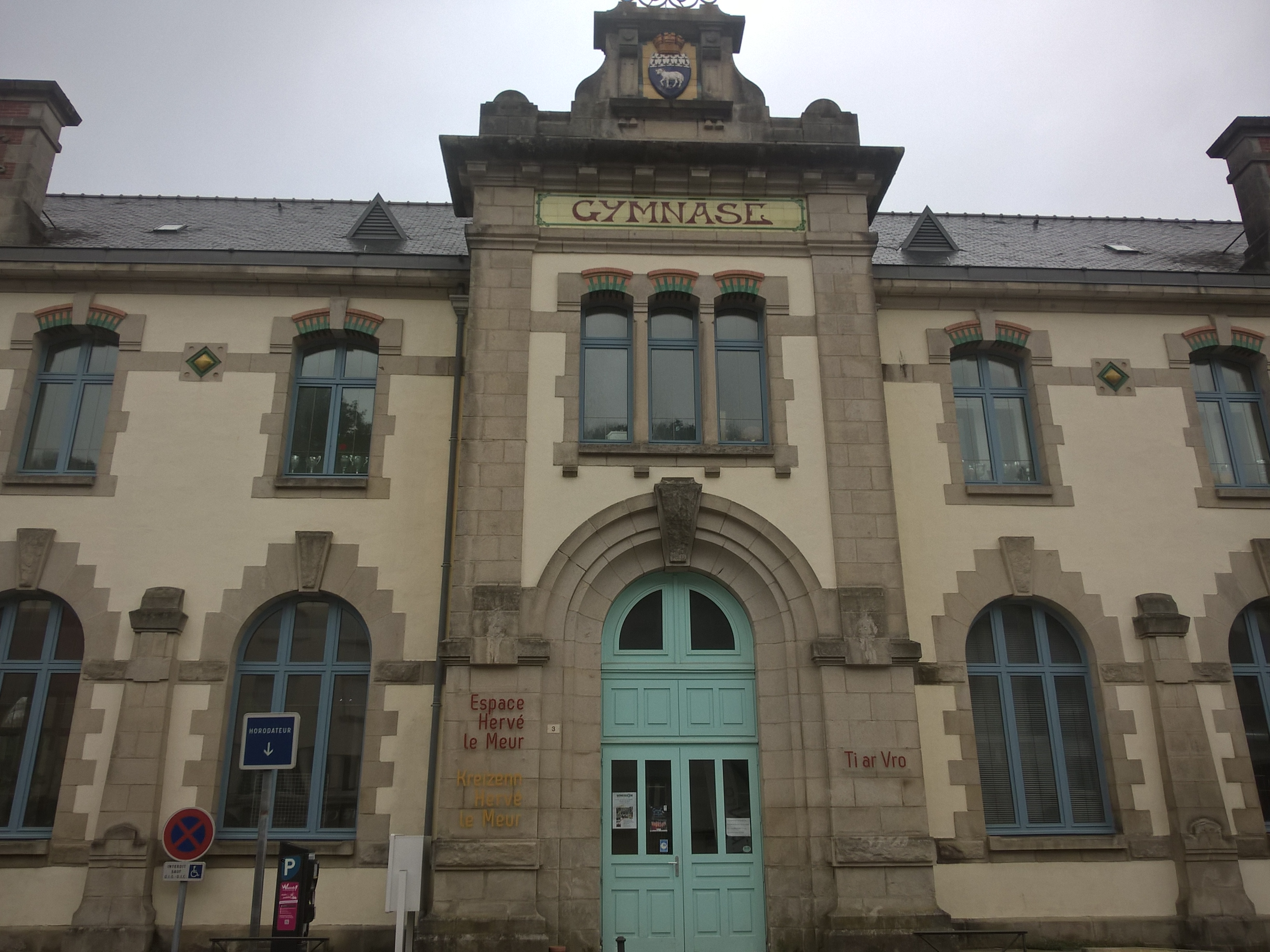
Ti ar Vro Kemper
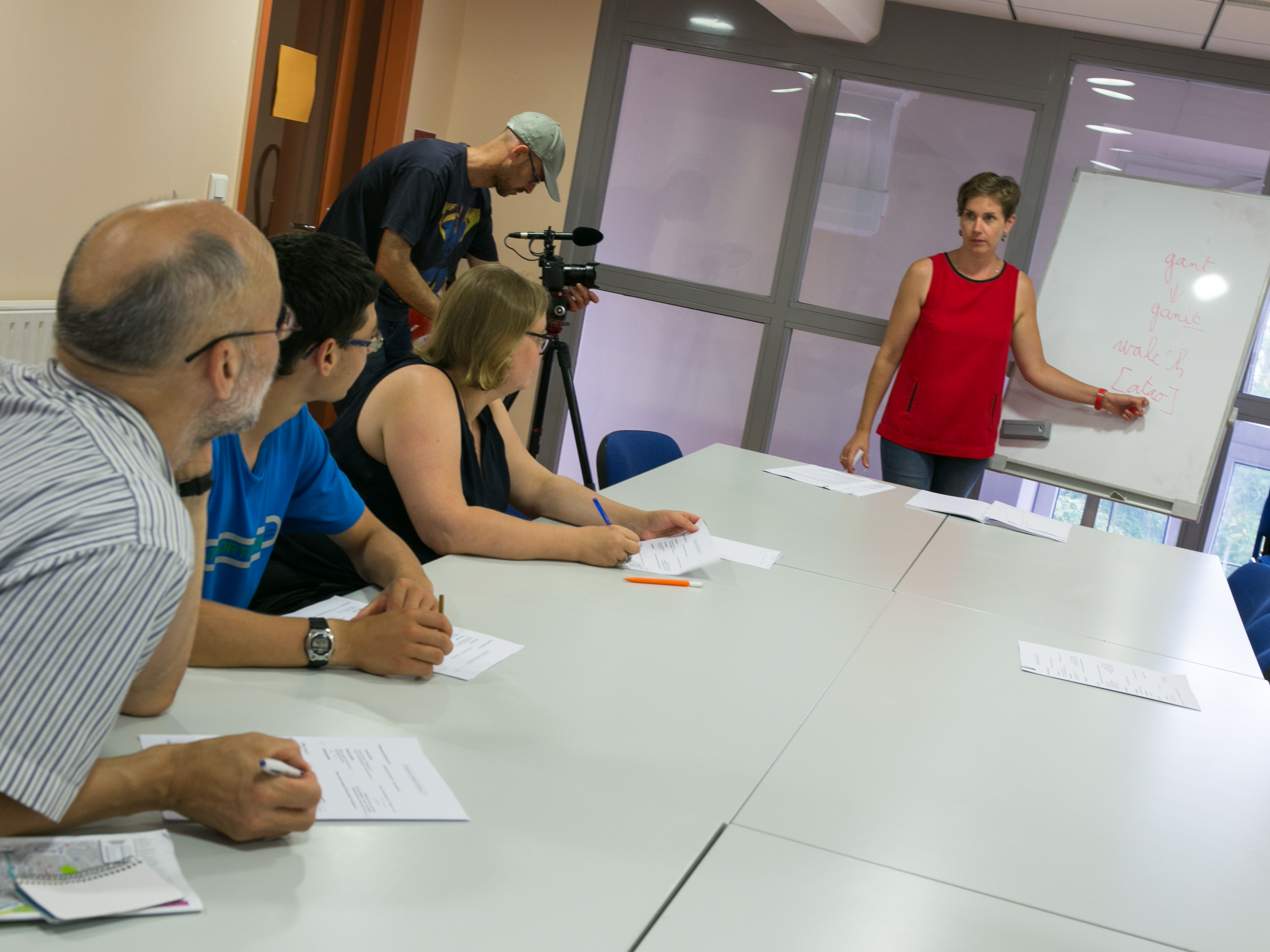
Initiation au breton à Ti ar Vro Kemper
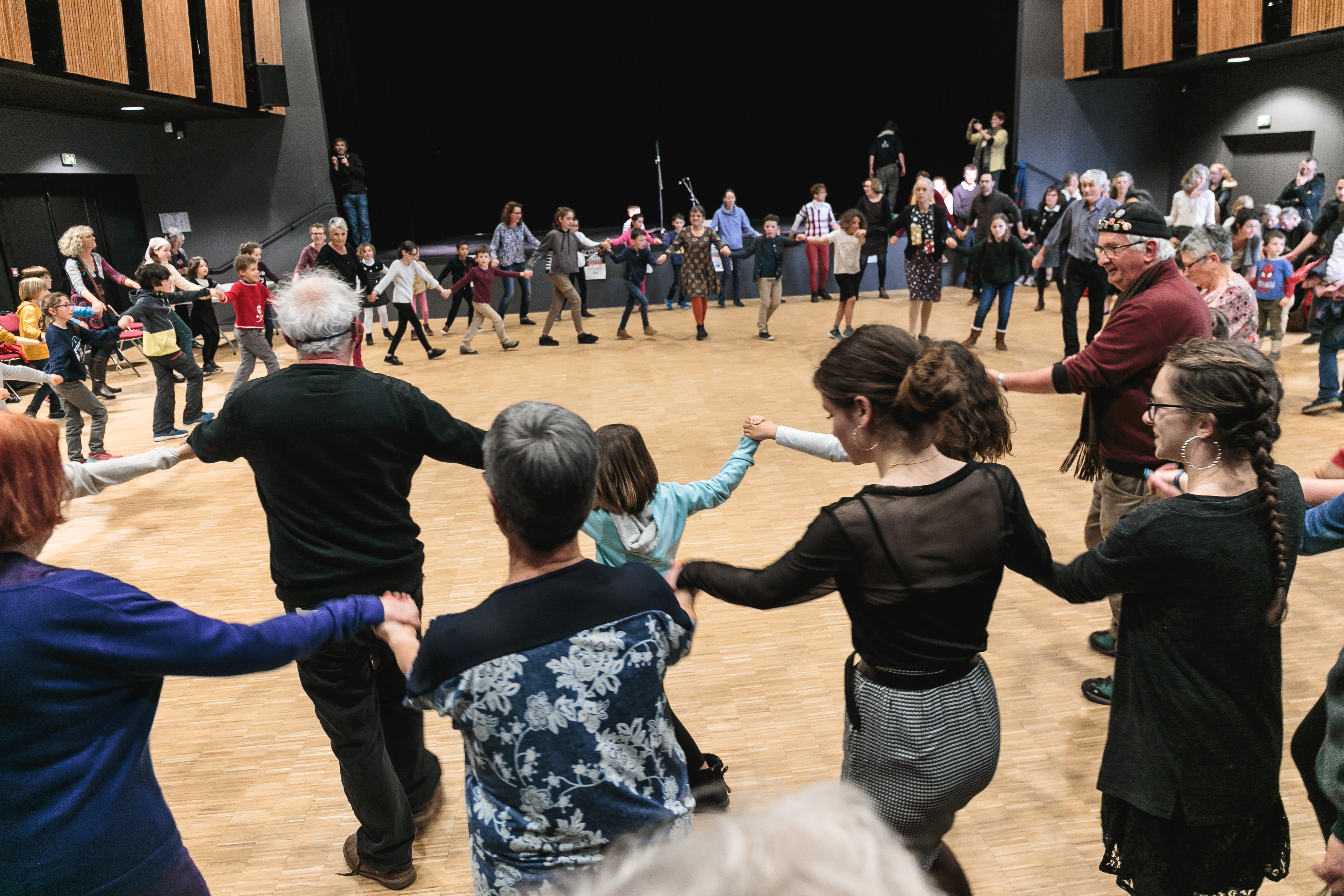
Kan ar Bobl organisé par Ti ar Vro Bro Leon

## Liste des fédérations en Bretagne
| Structure                                      | Ville            | Date de fondation | Logo |
| Ti ar Vro Bro Leon                             | Lesneven         | 2000              |      |
| Ti ar Vro Bro Gwened                           | Vannes           | 2008              |      |
| Ti ar Vro Gwengamp                             | Guingamp         | 1969              |      |
| Ti ar Vro Karaez                               | Carhaix-Plouguer | 1993              |      |
| Ti ar Vro Kemper                               | Quimper          | 1996-04           |      |
| Ti ar Vro Bro Kemperle                         | Riec-sur-Bélon   | 2013-04           |      |
| Ti ar Vro Landerne-Daoulaz                     | Landerneau       | 2010-06           |      |
| Ti ar Vro Montroulez (KLT)                     | Morlaix          | 1999              |      |
| Emglev Bro an Oriant                           | Lorient          | 1985              |      |
| Ti ar Vro Bro Pondi                            | Pontivy          | 2021              |      |
| Ti ar Vro Sant-Brieg                           | Saint-Brieuc     | 1987              |      |
| Ti ar Vro Treger-Goueloù                       | Cavan            | 1996              |      |
| Ti Douar Alre                                  | Pluvigner        | 2013              |      |
| Tud Bro Konk                                   | Concarneau       | 1998              |      |
| Agence Culturelle Bretonne                     | Nantes           | 1995              |      |
| Yezhoù ha Sevenadur                            | Saint-Herblain   | 2006              |      |
| Groupement culturel breton des pays de Vilaine | Redon            | 1975              |      |
| Sked                                           | Brest            | 1991              |      |
| Skeudenn Bro Roazhon                           | Rennes           | 1976              |      |
| Startijenn ar Vro Vigoudenn                    | Pont-l'Abbé      | 2003              |      |
| Ti ar Vro Dmeurance Dinan                      | Dinan            | 2024              |      |